# 冀南1941年秋季战役
冀南1941年秋季战役，中国亦称冀南1941年秋季破击战役是中国抗日战争中中日双方发生的战役。国民革命军第十八集团军攻克据点、碉堡147处，破坏公路150余公里，毁汽车5辆。缴获机枪34挺、长短枪1659支。